# Le Ticket qui explosa
Le Ticket qui explosa (titre original :The Ticket That Exploded) est un roman de l'écrivain américain William S. Burroughs paru en 1962 et traduit en français par Mary Beach et Claude Pélieu en 1969 aux éditions Christian Bourgois. Une édition révisée, 50% plus longue que l'original, est publiée en 1967 aux éditions Grove Press.